# Milton (Spontini)
Milton és una òpera en un acte composta per Gaspare Spontini sobre un llibret en francès de Victor-Joseph Étienne de Jouy i Armand-Michel Dieulafoy, basat en la vida del poeta John Milton. S'estrenà al Théâtre Feydeau de París el 27 de novembre de 1804.
Va ser el primer gran èxit de Spontini, a França. El compositor va preveure una nova versió per estrenar-la a Alemanya, amb el títol Das verlorene Paradies, però mai va ser posada en escena.